# Pieve di Sant'Alessandro a Giogoli
La pieve di Sant'Alessandro è un luogo di culto cattolico di Giogoli, una frazione del comune di Scandicci, in provincia di Firenze.

## Storia
La pieve di sancti Alexandri sitam Jugulo è situata in posizione dominante lungo la via Volterrana ed è menzionata per la prima volta nel 1005 quando era uno dei capisaldi vescovili per il controllo del territorio suburbano insieme al vicino centro fortificato di Monteramoli, centro donato nel 1018 dal vescovo di Firenze Ildebrando al monastero di San Miniato al Monte.

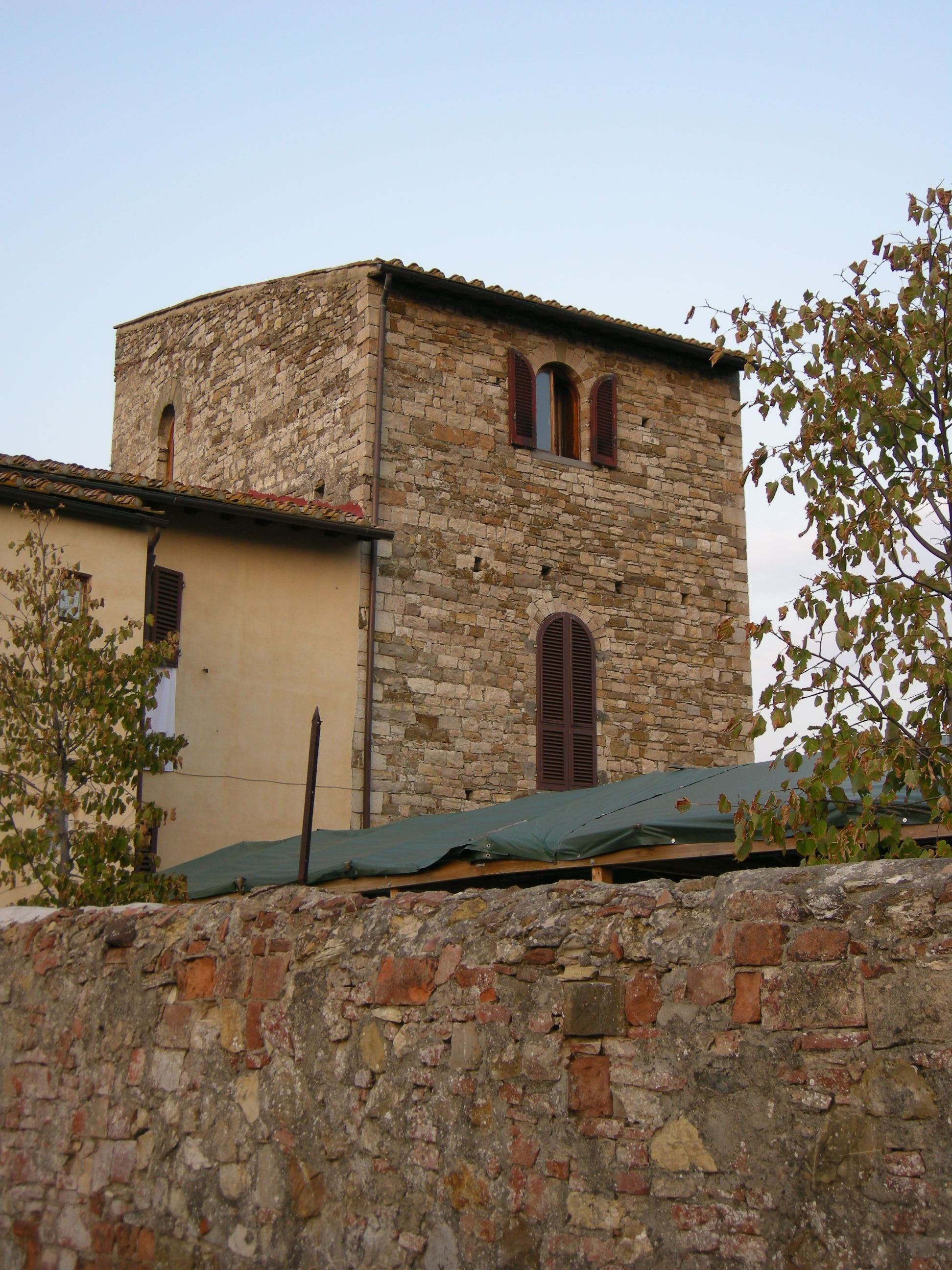
La torre di Giogoli

Tra l'XI e il XII secolo il patrimonio della pieve subì delle modifiche: nel 1040 vennero venduti alla cattedrale fiorentina dei beni e nel 1115 altri beni vennero venduti all'ordine camaldolese. Con una bolla datata 6 novembre 1187 papa Gregorio VIII confermò all'allora pievano Guido i privilegi che erano stati concessi alla pieve da papa Lucio III e dal vescovo di Firenze Ranieri, inoltre al pievano e ai canonici del capitolo venne conferito il potere di riscuotere le decime, il potere di nominare i rettori delle nove chiese suffraganee e il potere di edificare nuove chiese.
La chiesa doveva essere di notevole importanza, nel quadro delle pievi fiorentine visto che era una della poche ad avere un battistero esterno alla chiesa come viene confermato da un documento datato 25 aprile 1275 che recita...actum apud plebem de Giogole in ecclesia Sancti Johannis.. Dal 1263 risulta che la pieve avesse anche un chiostro.
La situazione economica tra la fine del XIII e la metà del XIV secolo era buona tanto che il pievano Baldese riuscì prima a farsi nominare sottocollettore per la diocesi di Fiesole e poi ad ottenere l'esenzione dal pagamento delle decime, esenzione che il suo successore Rosso Buondelmonti non doveva più avere nel 1296 quando pagò 31 lire. A causa delle scarse finanze nel 1342 per poter ristrutturare la chiesa il pievano fu costretto a vendere dei beni; ancora peggio andarono le cose in seguito visto che la chiesa era in piena crisi nel 1372 e nel 1405 era piena di debiti.
Nel secolo successivo le cose andarono meglio e durante il governo del pievano Carlo Buondelmonti vennero effettuati dei restauri accurati mentre nel 1506 durante il governo del pievano Giovanni Battista Bonciani venne restaurata la canonica. Il patroni ufficiali della chiesa dal 1519 sono i Buondelmonti. Da una visita pastorale effettuata in quel periodo sappiamo che la chiesa di sant'Alessandro presentava cinque altari, l'abside era chiusa da un muro, la cripta era raggiungibile anche dall'esterno, aveva un fonte battesimale interno (quello esterno evidentemente era già stato abbattuto) e la canonica, e che tutto il complesso si presentava come una pulchra, et ampla et magnifice instructa.
Nel corso del XVII secolo vennero effettuati altri lavori: nel 1658 venne costruito un altare nel transetto sinistro, nel 1688 vennero restaurate le pareti e ridipinte, le navate minori vennero coperte a volta, venne rialzato il catino dell'abside e venne chiusa la cripta; nel 1695 venne rifatto il chiostro; nel 1703 venne restaurata la compagnia e tra il 1712 e il 1725 venne restaurato il soffitto della navata centrale, vennero intonacati i pilastri e venne ricostruita la cella campanaria.
Lievemente danneggiata nel terremoto del 18 maggio 1895, la chiesa tra il 1925 e il 1926 ebbe ripristinata l'antica facciata liberandola dall'intonacatura. Ben maggiori furono i danni durante la seconda guerra mondiale, quando tra l'altro crollò il soffitto settecentesco. Subito sottoposta a restauro tra il 1944 e il 1947 sotto al guida degli architetti Morozzi e Crudeli. Vennero ripristinati le membrature romaniche, vennero recuperate le decorazioni seicentesche e vennero ricostruite le volte delle tre navate.

## Descrizione

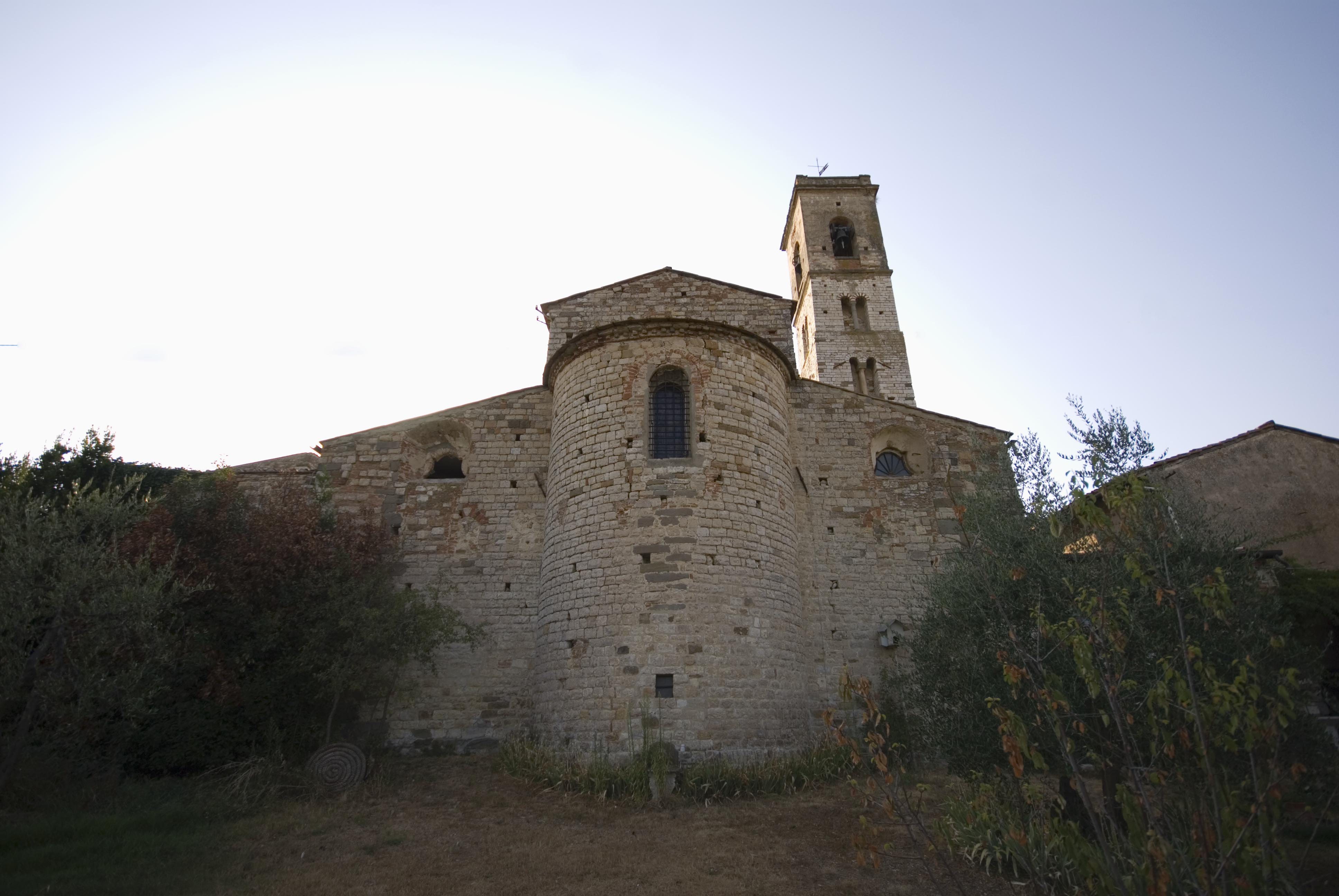
L'Abside

La chiesa consiste in una basilica a tre navate conclusa con un'abside semicircolare.
Si trova al centro di un insieme di edifici: a sinistra la Compagnia, a destra la canonica con il chiostro e alcune strutture coloniche, che inglobano una torre medievale.

### Esterno
La facciata a salienti presenta ancora l'originale paramento murario composto da bozze di calcare avorio disposto a filaretto. Le aperture e il timpano sono stati realizzati nel corso di diversi restauri. Le fiancate sono quasi totalmente coperte dagli edifici adiacenti ma è possibile vedere il cleristorio nel quale si aprono una serie di monofore a doppio strombo.
Nella tribuna spicca il volume dell'unica abside coronata da una cornice a dentelli e aperta da un'ampia monofora posta al centro. In questa parte della chiesa è possibile vedere dei grossi conci di arenaria che permettono di capire quale fosse la larghezza della chiesa originaria.
Sulla sinistra della facciata sorge il campanile che presenta almeno tre fasi costruttive. Partendo dal basso, il basamento è realizzato in pietra arenaria e calcarea ed è a base quadrata. Seguono tre piani realizzati i esclusivamente con bozze di calcare alberese di tonalità avorio. Vi sono un piano aperto con una monofora e due con una bifora. L'ultimo piano è stato realizzato nel XVIII secolo.

### Interno

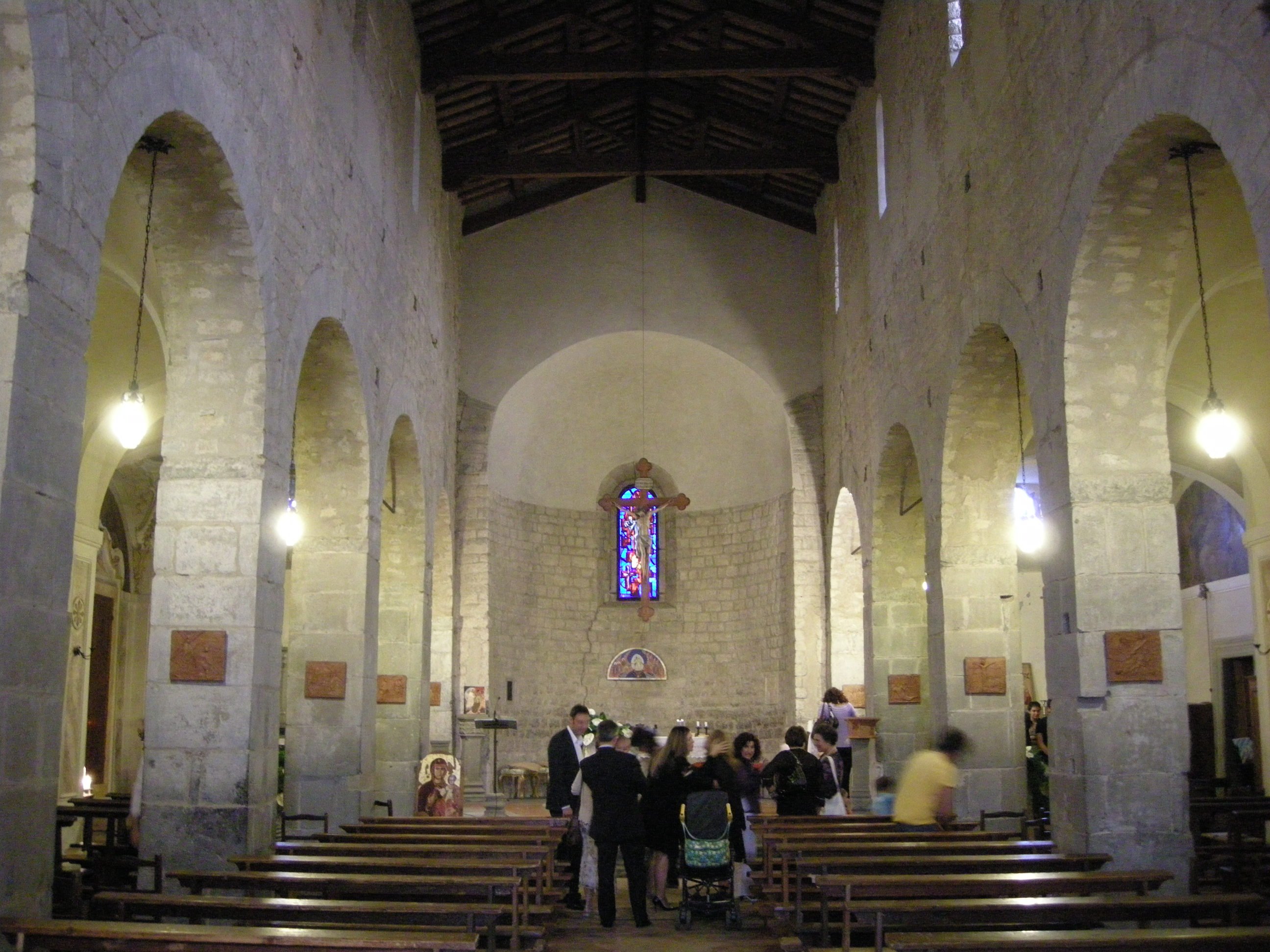
Interno

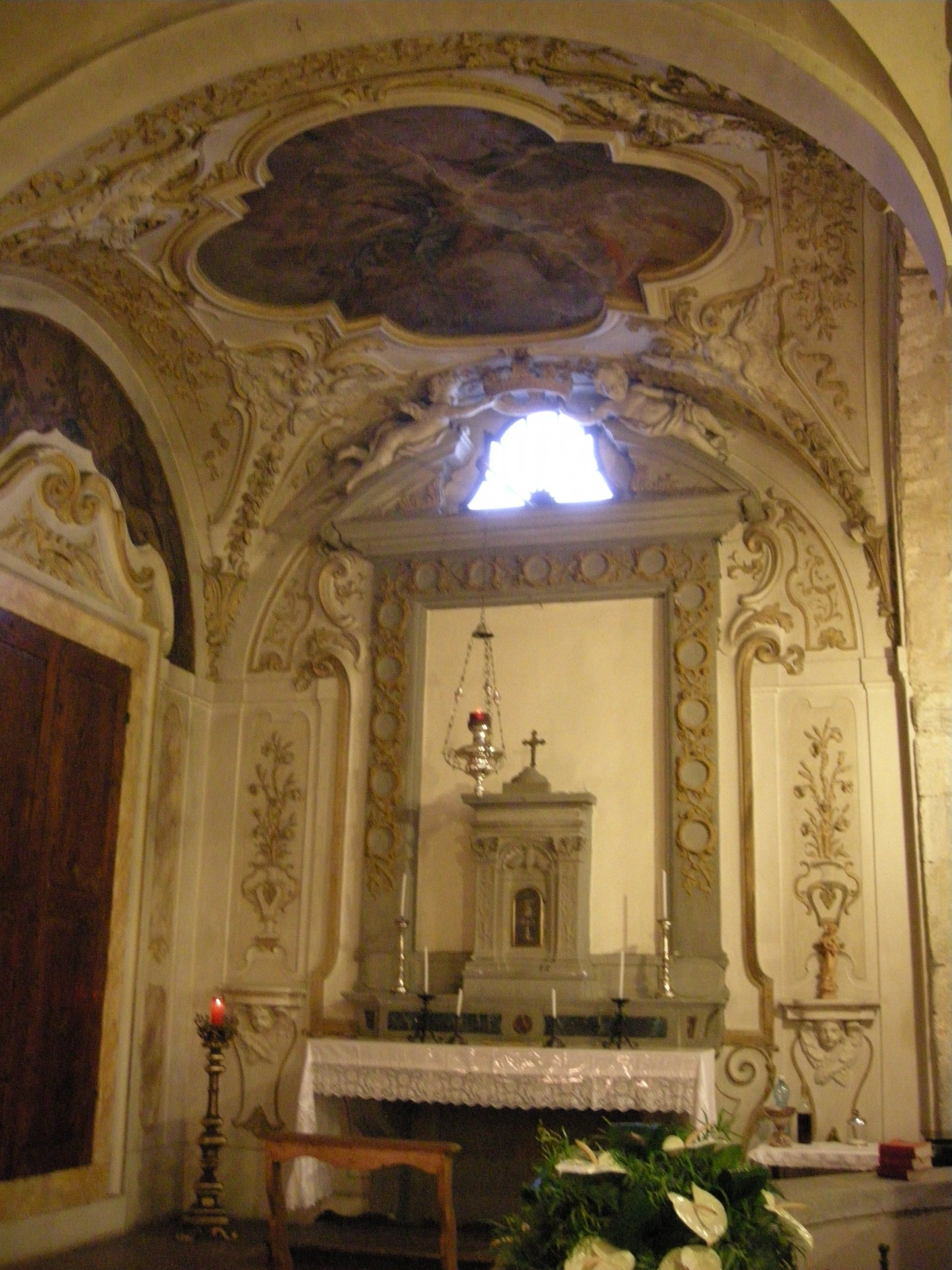
Cappellina barocca

L'interno presenta una coperta a caprialte lignee ed è suddivisa in tre navate e sei campate da cinque pilastri in arenaria che sorreggono arcate, anticamente poggianti su mensole. Davanti all'altare è posta la lastra tombale, scolpita a rilievo, del pievano Baldo Naselli datata 1393. Nelle navate minori è ancora presenta la decorazione barocca.
Il presbiterio è leggermente elevato e sotto di esso si sviluppa una cripta. La cripta, accessibile da due rampe di scale poste intorno agli ultimi pilastri, è divisa in tre navate con altrettante campate da quattro pilastri monolitici, di cui due hanno sezione ottagonale e due circolare.
Dei cicli pittorici settecenteschi si conservano alcune parti: in controfacciata, la Samaritana al pozzo e il Battesimo di Cristo di Pietro Pertichi; nel transetto destro, l'Annunciazione, San Giuseppe e San Francesco di Francesco Manetti.
Nella canonica, sotto al loggiato, una lapide del 1513 riporta il testo di una Bolla pontificia di papa Gregorio VIII e sempre nella canonica sono posti un affresco staccato di Ridolfo del Ghirlandaio raffigurante una Madonna col Bambino e una tela del 1715 firmata da Francesco Conti.

## Antico piviere di Sant'Alessandro a Giogoli
- chiesa di Santa Maria a Colleramole;
- chiesa di Santa Maria a Greve, prioria;
- chiesa di Santa Maria a Marignolle;
- chiesa di San Martino a Scandicci;
- chiesa di San Zanobi a Casignano, rettoria;
- chiesa di San Paolo a Mosciano;
- chiesa di San Cristofano a Viciano, rettoria.
- canonica di Sant'Andrea a Mosciano;
- chiesa di San Bartolo in Tuto;
- chiesa di San Quirico a Marignolle.

### Elenco dei titolari della pieve di Sant'Alessandro a Giogoli
XIX secolo:
Massimiliano Barontini (1862- 1909)
XX secolo:
Massimiliano Barontini (1862- 1909);
Egidio Bergantini (1909- 1944);
Egidio Corti (fino al 26 maggio 1978, deceduto);
Emilio Grossi (1978- 1986)
Giorgio Mazzanti (1987)

## Bibliografia

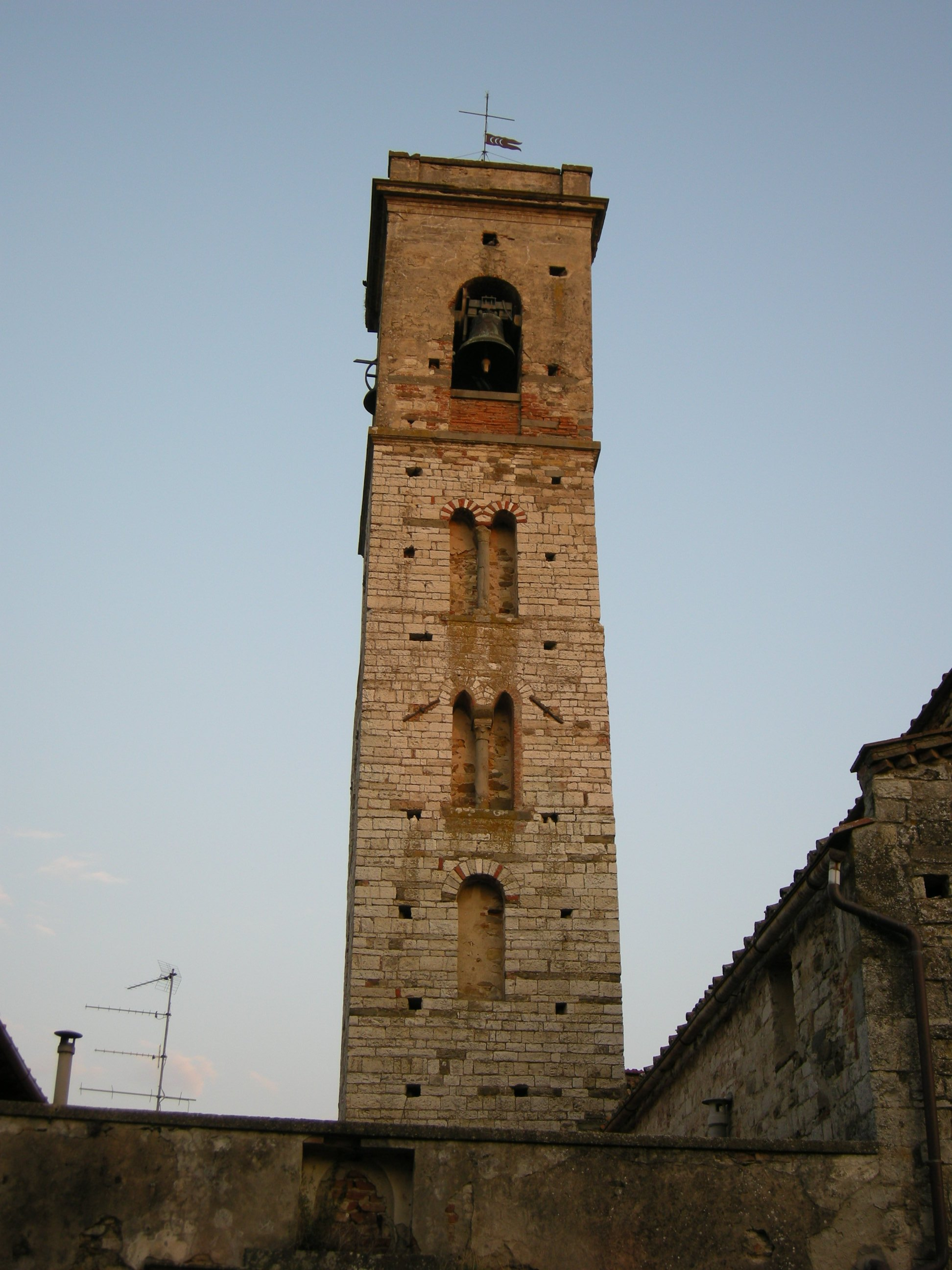
Il campanile